# Amphipoea grisea-albomaculata
Amphipoea grisea-albomaculata är en fjärilsart som beskrevs av Heydemann 1932. Amphipoea grisea-albomaculata ingår i släktet Amphipoea och familjen nattflyn. Inga underarter finns listade i Catalogue of Life.